# Palliduphantes spelaeorum
Palliduphantes spelaeorum is een spinnensoort in de taxonomische indeling van de hangmatspinnen (Linyphiidae).
Het dier behoort tot het geslacht Palliduphantes. De wetenschappelijke naam van de soort werd voor het eerst geldig gepubliceerd in 1914 door Wladislaus Kulczynski.